# Лена Гекі
Лена Гекі (нім. Lena Häcki; нар. 01 липня 1995 року) — швейцарська біатлоністка, учасниця Кубка світу по біатлону у складі збірної Швейцарії.

## Кар'єра
Займається у спортивному клубі Nordic Engelberg.

### На юніорському рівні
Першим міжнародним турніром для спортсменки став чемпіонат світу серед юніорів 2012 року в Контіолахті, де найкращим результатом Гекі стало 43 місце у спринті. У 2013 році на юніорському чемпіонаті світу в австрійському Обертілліяху вона стала 44-ю у спринті, а у жіночій естафеті завоювала бронзову медаль у складі збірної Швейцарії разом з Танею Біссінг та Сабіною Лі Лалло. У 2014 році на юніорском чемпіонаті світу у Преск-Айле вона була восьмою у спринті та залишилась на цій позиції й у гонці переслідування.
На юніорському чемпіонаті світу 2015 року у Раубічах Гекі була однією з найшвидших спортсменок, але через погану стрільбу не змогла змагатися за високі позиції. Кращим результатом в особистих гонках стало 13-е місце у спринті. На останньому для себе юніорському чемпіонаті 2016 у Кеіле-Гредіштей, вона стала дворазовою срібною призеркою у спринті та гонці переслідування, в обох гонках пропустивши вперед шведку Ганну Еберг.

### На дорослому рівні
У сезоні 2014/2015 Лена Гекі дебютировала на змаганнях серед дорослих — спершу на Кубку IBU, де стала 33-й на етапі у Бейтостолене, а після на Кубку світу. По ходу сезону вона закріпилась у складі першої збірної Швейцарії і у січні 2015 року вперше брала участь у естафеті на етапі Кубка світу. Найкращим результатом у першому сезоні на дорослому рівні стало 12-е місце у спринті на етапі у Антгольці. Також у 2015 році спортсменка дебютувала на чемпіонаті світу серед дорослих і посіла 28-е місце у спринті.
Найкращим результатом біатлонистки у дорослій кар'єрі до 2019 року є 4-е місце у гонці-переслідування на етапі у Естерсунді у сезоні 2016/2017.
У сезоні 2019/2020 у складі жіночої збірної Швейцарії у естафеті на етапі у Гохфільцені завоювала для команди бронзу. На 3-ьому етапі в Ансі, Франція, вона прийшла до фінішу третьої у гонці-переслідування та завоювала перший подіум у кар'єрі.

## Статистика стрільби
| Сезон   | Загальна       | Індивідуальна гонка | Спринт       | Гонка-переслідування | МасМас-старт  | Естафета      |
| ------- | -------------- | ------------------- | ------------ | -------------------- | ------------- | ------------- |
| 2019-20 | 72.5 (296/408) | 75.0 (45/60)        | 63.8 (51/80) | 76.7 (46/60)         | 70.0 (56/80)  | 76.6 (98/128) |
| 2018-19 | 75.2 (375/499) | 83.3 (50/60)        | 72.2 (65/90) | 82.1 (115/140)       | 71.0 (71/100) | 67.9 (74/109) |
| 2017-18 | 74.8 (315/421) | 81.7 (49/60)        | 75.6 (68/90) | 71.7 (86/120)        | 85.0 (34/40)  | 70.3 (78/111) |
| 2016-17 | 76.6 (333/435) | 68.3 (41/60)        | 78.9 (71/90) | 79.2 (95/120)        | 81.7 (49/60)  | 73.3 (77/105) |
| 2015-16 | 73.5 (214/291) | 75.0 (45/60)        | 76.7 (46/60) | 70.8 (85/120)        | 0.0 (0/0)     | 74.5 (38/51)  |
| 2014-15 | 63.1 (125/198) | 60.0 (12/20)        | 66.7 (40/60) | 65.0 (39/60)         | 0.0 (0/0)     | 58.6 (34/58)  |